# Campeonato Citadino de Sorocaba de 1941
O Campeonato de Futebol da Liga Sorocaba de Futebol (LISOFU) de 1941 foi a primeira edição dessa competição esportiva entre clubes filiados à esta liga, que foi fundada no mesmo ano, sucessora da antiga Liga Sorocabana de Futebol (LSF), e que passou a gerir o Campeonato Amador de Sorocaba.
Disputada entre 08 de Junho e 14 de Dezembro daquele ano, teve o Fortaleza Clube como campeão e o Estrada de Ferro Sorocabana na segunda colocação. As duas equipes disputaram ponto a ponto a liderança, porém um tropeço do Estrada culminou na liderança do Fortaleza.
Pela primeira vez o campeonato citadino contou com dois ou três jogos em um mesmo dia, nas edições anteriores todas as partidas eram única.
Ao todo, foram 55 jogos, com 297 gols marcados (uma média de 5,4 por jogo).
Antes do Campeonato Citadino houve um Torneio Início, promovido pela LISOFU, onde se sagrou vencedor o Estrada de Ferro Sorocabana.

## Participantes
- Associação Atlética Funcionários Públicos
- Votoran Futebol Clube
- Fortaleza Clube
- Clube Atlético Botafogo
- Sport Club Savoia
- Sorocaba Futebol Clube
- Esporte Clube São Bento
- Organização Nacional Desportiva
- Estrada de Ferro Sorocabana Futebol Clube
- Liberdade Futebol Clube
- Corinthians Futebol Clube

## Torneio Inicio
Pela primeira vez todos os participantes do Campeonato Citadino disputaram o Torneio Início, que foi disputado no dia 01 de Junho, no campo da Rua Aparecida. Os jogos eram disputados nos mesmos moldes do Torneio Início de São Paulo, onde o número de escanteios era desempate.

### Primeira fase
|  | Estrada de Ferro Sorocaba | WO - 0 | Liberdade FC |  |
|  |                           |        |              |  |

### Segunda fase
|  | Votoran FC | 0 - 2 | Estrada de Ferro Sorocabana |  |
|  |            |       |                             |  |

|  | SC Savoia | 0 - WO | Botafogo |  |
|  |           |        |          |  |

|  | Quartas de final | Quartas de final | Quartas de final |           |               | Semifinais | Semifinais | Semifinais |  |  | Final | Final         | Final |
|  |                  |                  |                  |           |               |            |            |            |  |  |       |               |       |
|  |                  |                  |                  |           |               |            |            |            |  |  |       |               |       |
|  |                  | EF Sorocabana    | 1                |           |               |            |            |            |  |  |       |               |       |
|  |                  | Botafogo         | 0                |           |               |            |            |            |  |  |       |               |       |
|  |                  | Botafogo         | 0                |           | EF Sorocabana | 2          |            |            |  |  |       |               |       |
|  |                  |                  |                  |           | EF Sorocabana | 2          |            |            |  |  |       |               |       |
|  |                  |                  | Corinthians FC   | 0         |               |            |            |            |  |  |       |               |       |
|  |                  | Corinthians FC   | Corinthians FC   | 0         | 1(2)          |            |            |            |  |  |       |               |       |
|  |                  | Corinthians FC   |                  |           | 1(2)          |            |            |            |  |  |       |               |       |
|  |                  | Sorocaba FC      | 1                |           |               |            |            |            |  |  |       |               |       |
|  |                  |                  |                  |           |               |            |            |            |  |  |       | EF Sorocabana | 0(3)  |
|  |                  |                  |                  | Fortaleza | 0             |            |            |            |  |  |       |               |       |
|  |                  | OND              | 1                |           |               |            |            |            |  |  |       |               |       |
|  |                  | Fortaleza        | 3                |           |               |            |            |            |  |  |       |               |       |
|  |                  | Fortaleza        | 3                |           | Fortaleza     | 1          |            |            |  |  |       |               |       |
|  |                  |                  |                  |           | Fortaleza     | 1          |            |            |  |  |       |               |       |
|  |                  |                  | Func. Municipais | 0         |               |            |            |            |  |  |       |               |       |
|  |                  | Func. Municipais | Func. Municipais | 0         | 1             |            |            |            |  |  |       |               |       |
|  |                  | Func. Municipais |                  |           | 1             |            |            |            |  |  |       |               |       |
|  |                  | São Bento        | 0                |           |               |            |            |            |  |  |       |               |       |

## Tabela
08/06 - Func. Municipais 3x2 Votoran FC
08/06 - Fortaleza 1x1 CA Botafogo
15/06 - SC Savoia 8x0 Sorocaba FC
15/06 - EC Sao Bento 1x0 OND
15/06 - Liberdade FC 2x10 CA Botafogo
22/06 - Fortaleza 4x3 EF Sorocabana
22/06 - Corinthians FC 0x1 Liberdade FC
29/06 - Func. Municipais 1x3 EC Sao Bento
29/06 - SC Savoia 10x0 Votoran FC
06/07 - OND 0x2 CA Botafogo
06/07 - EF Sorocabana 15x0 Sorocaba FC
13/07 - EC Sao Bento 6x0 Liberdade FC
13/07 - Fortaleza 6x0 Corinthians
20/07 - EC Sao Bento 4x1 CA Botafogo
20/07 - Func. Municipais 1x2 SC Savoia
20/07 - Corinthians FC 4x2 Sorocaba FC
27/07 - Liberdade FC 1x5 EF Sorocabana
27/07 - Sorocaba FC 2x2 CA Botafogo
03/08 - Liberdade FC 2x8 Fortaleza
03/08 - Corinthians FC 2x3 OND
10/08 - EF Sorocabana 3x3 Votoran FC
10/08 - Func. Municipais 4x1 Sorocaba FC
17/08 - Votoran FC 1x5 EC Sao Bento
17/08 - Corinthians FC 1x0 CA Botafogo
24/08 - OND 1x1 Sorocaba FC
24/08 - Func. Municipais 3x1 Liberdade FC
31/08 - EF Sorocabana 5x0 SC Savoia
31/08 - CA Botafogo 1x0 Votoran FC
14/09 - Sorocaba FC 2x4 EC Sao Bento
14/09 - OND 2x3 Func. Municipais
21/09 - Votoran FC 2x3 Corinthians FC
21/09 - Liberdade FC 0x4 SC Savoia
21/09 - CA Botafogo 0x5 EF Sorocabana
28/09 - Fortaleza 2x1 OND
28/09 - Func. Municipais 2x1 Corinthians FC
28/09 - Sorocaba FC 4x1 Liberdade FC
05/10 - EC Sao Bento 4x0 Corinthians FC
05/10 - Votoran FC 1x5 Fortaleza
12/10 - CA Botafogo 1x2 Func. Municipais
12/10 - EF Sorocabana 5x3 OND
19/10 - SC Savoia 6x3 EC Sao Bento
19/10 - Liberdade FC 3x0 OND
09/11 - Votoran FC 1x3 Liberdade FC
09/11 - Fortaleza 2x1 Func. Municipais
09/11 - Corinthians 1x0 EF Sorocabana
16/11 - EC Sao Bento 3x4 Fortaleza
16/11 - Sorocaba FC 4x0 Votoran FC
16/11 - CA Botafogo 1x0 SC Savoia
23/11 - OND 4x0 Votoran FC
23/11 - SC Savoia 5x0 Corinthians FC
23/11 - EF Sorocabana 5x0 Func. Municipais
30/11 - Sorocaba FC 0x3 Fortaleza
30/11 - SC Savoia 1x1 OND
07/12 - EF Sorocabana 3x1 EC Sao Bento
14/12 - Fortaleza 2x4 SC Savoia

## Curiosidades
- O campeonato foi marcado pela grandes goleadas, foram onze jogos em que a diferença foi maior que 5 gols. As maiores delas foram Estrada 15-0 Sorocaba e Savoia 10-0 Votoran. Foram 297 gols em 55, considerado alto para um campeonato municipal.
- Nesta edição o jogador Maracaí do Estrada marcou 8 gols em uma mesma partida, fato ocorrido no jogo Estrada 15-0 Sorocaba, marca jamais alcançada até hoje no campeonato amador de Sorocaba

## Classificação final
| 1 | Fortaleza        | 10 | 17 | 8 | 1 | 1 | 37 | 16 | 21  |
| 2 | EF Sorocabana    | 10 | 15 | 7 | 1 | 2 | 49 | 13 | 36  |
| 3 | Savoia           | 10 | 15 | 7 | 1 | 2 | 41 | 13 | 28  |
| 4 | São Bento        | 10 | 14 | 7 | 0 | 3 | 34 | 18 | 16  |
| 5 | Func. Municipais | 10 | 12 | 6 | 0 | 4 | 20 | 20 | 0   |
| 6 | Botafogo         | 10 | 10 | 4 | 2 | 4 | 19 | 17 | 2   |
| 7 | Corinthians      | 10 | 8  | 4 | 0 | 6 | 12 | 24 | -12 |
| 8 | Liberdade        | 10 | 6  | 3 | 0 | 7 | 14 | 41 | -27 |
| 9 | Sorocaba         | 10 | 6  | 2 | 2 | 6 | 16 | 42 | -26 |
| 10 | OND              | 10 | 6  | 2 | 2 | 6 | 15 | 20 | -5  |
| 11 | Votoran          | 10 | 1  | 0 | 1 | 9 | 10 | 41 | -31 |
| J - Jogos; PG - Pontos ganhos; V - Vitórias; E - Empates; D - Derrotas; GP - Gols Pró; GC - Gols contra; SG - Saldo de gols |                  |    |    |   |   |   |    |    |     |

## Premiação
| Campeão Amador de Sorocaba de 1941 |
| ---------------------------------- |
| EC Fortaleza (2º título)           |